# Bobby Campo
Robert Joseph "Bobby" Camposecco (Wheeling, Virginia Occidental, 9 de marzo de 1983) es un actor estadounidense, conocido principalmente por haber interpretado el papel protagónico de Nick O'Bannon en la película de terror The Final Destination (2009) y Seth Branson en la serie de MTV Scream (2015–16).

## Biografía
Campo nació en Wheeling, West Virginia, y creció en St. Petersburg, Florida. Su padre, Robert Camposecco, trabaja como contratista de pintura, mientras que su madre, Donna, es un artista de maquillaje que ha trabajado para varias celebridades. Su abuelo paterno, Bob Campo, era un exlocutor de radio en Wheeling. Tiene una hermana menor llamada Julia Marie. Campo es exalumno de Seminole High School y fue estudiante de interpretación en el Performers Studio Workshop en Tampa, Florida.

### Carrera
Bobby Campo coprotagonizó junto a Camilla y Rebecca Rosso en la comedia Legally Blondes, la tercera entrega de la franquicia Legally Blonde. Esta centra en Annie e Izzy, las primas de Elle Woods, quienes se mudan desde Inglaterra a California y donde tendrán que demostrar la inteligencia y el encanto que necesitarán para conquistar su nueva escuela.
Campo trabajó anteriormente en la comedia 99, dirigida por Pete Guzzo. La película narra la historia de un niño bonito de la universidad que ha dedicado sus cuatro años de carrera universitaria intentando ganar una apuesta en la que se acostaría con 100 chicas para el momento de su graduación. También protagonizó The Final Destination, en 2009 como Nick O'Banon, siendo éste uno de los papeles más notables que ha interpretado.
Para la televisión, Campo ha sido coprotagonista invitado en el drama Mental, de la cadena FOX; en la serie Greek de la cadena ABC Family; y la serie South Beach de la cadena UPN. Participó igualmente en el telefilme de la cadena CBS: Vampire Bats, una historia acerca de agresivos murciélagos/vampiros que han mutado debido a una fuente de agua contaminada y que comienzan a asesinar a gente en una pequeña ciudad en Luisiana.
En 2012 fue contratado para interpretar a Max en Being Human.
En 2015 se dio a conocer que Campo fue elegido para interpretar a Seth Branson en la serie de MTV Scream, adaptación de la película del mismo nombre, escrita por Kevin Williamson y dirigida por Wes Craven.

## Filmografía
| Cine       | Cine                                                              | Cine             | Cine                          |
| Año        | Película                                                          | Rol              | Notas                         |
| ---------- | ----------------------------------------------------------------- | ---------------- | ----------------------------- |
| 2006       | 99: The Movie!                                                    | Yentle           |                               |
| 2009       | Legally Blondes                                                   | Chris Lopez      |                               |
| 2009       | Coffee and Cream                                                  | Hijo             | Cortometraje                  |
| 2009       | The Final Destination                                             | Nick O'Bannon    |                               |
| 2011       | Séance: The Summoning                                             | Joey             |                               |
| 2011       | Queen                                                             | Jesse            | Cortometraje                  |
| 2012       | General Education                                                 | Brian Collins    |                               |
| 2012       | The Jazz Funeral                                                  | Billy            |                               |
| 2012       | A Conversation About Cheating with My Time Travelling Future Self | Stan             | Cortometraje                  |
| 2014       | Starve                                                            | Beck             |                               |
| 2018       | Unbroken: Path to Redemption                                      | Pete Zamperini   |                               |
| Televisión |                                                                   |                  |                               |
| Año        | Título                                                            | Rol              | Notas                         |
| 2005       | Vampire Bats                                                      | Don              | Película para televisión      |
| 2006       | South Beach                                                       | Steven           | 1 episodio                    |
| 2007       | Katrina                                                           | Jason            | Película para televisión      |
| 2008       | Greek                                                             | Trent            | 2 episodios                   |
| 2009       | Mental                                                            | Matt             | 1 episodio                    |
| 2009       | Law & Order: Special Victims Unit                                 | Parker           | 1 episodio                    |
| 2009       | CSI: Miami                                                        | Ethan            | 1 episodio                    |
| 2011       | Love's Christmas Journey                                          | Erik Johnson     | Película para televisión      |
| 2012       | Audrey                                                            | Ben/Ian          | 6 episodios                   |
| 2013       | Being Human                                                       | Max              | 6 episodios                   |
| 2013       | Justified                                                         | Yolo             | 1 episodio                    |
| 2013       | Grey's Anatomy                                                    | Brian            | 2 episodios                   |
| 2013       | Masters of Sex                                                    | Carl             | 1 episodio                    |
| 2013       | Snow Bride                                                        | Jared Tannenhill | Película para televisión      |
| 2015–16    | Scream                                                            | Seth Branson     | 11 episodios                  |
| 2016       | Atomic Shark                                                      | Kaplan           | Película para televisión      |
| 2016       | My Christmas Love                                                 | Liam             | Película para televisión      |
| 2018       | Criminal Minds                                                    | Wick Rollins     | Episodio: "The Dance of Love" |